# 김해 대법륜사 불설예수시왕생칠경‧불설수생경
김해 대법륜사 불설예수시왕생칠경‧불설수생경(金海 大法輪寺 佛說預修十王生七經․佛說壽生經)은 대한민국 경상남도 김해시 대법륜사에 있는 목판본 불경이다. 2016년 2월 4일 경상남도의 문화재자료 제618호로 지정되었다.

## 개요
｢불설예수시왕생칠경｣은 생전(生前)에 사후왕생(死後往生)을 기원하는 불사(佛事)를 미리 행함으로써 죽은 후에 ‘冥府十王’의 심판을 받아 지옥에 떨어지는 것을 면할 수 있다는 ‘預修十王生七齋’의 공덕을 설한 경전이다.
｢불설예수시왕생칠경｣의 판본으로는 海印寺에 남아 있는 고려 經板과 1564년 廣德寺版을 포함한 10종이 전해지고 있다. 1618년본｢불설예수시왕생칠경｣에는 松廣寺本과 花岩寺本 2종이 전해지고 있다.
본서는 ｢佛說預修十王生七經｣에 이어 ｢佛說壽生經｣이 合綴되어 있으며, 經板은 松廣寺에 남아 있다.
이 책은 1책의 목판본(木板本)으로 표지서명(表紙書名)은 ‘佛說預修十王生七經’으로 확인된다. 권수제(卷首題)는 ‘불설예수시왕생칠경’(佛說預修十王生七經)이며, 판심제(版心題)는 ‘十王文’으로 확인된다. 제책(製冊)의 형태는 오침안선장본(五針眼線裝本)으로 되어 있다. 판식(版式)은 사주단변(四周單變)에, 반곽(半郭)의 크기는 세로19.5cm에 가로15.1cm이며, 계선이 없다. 행자수(行字數)는 1장은 8행(行) 18자(字)이고 2장부터 8행(行) 15자(字)로 배열되어 있어 1564년 廣德寺版과 동일하다.
본서(本書)는 刊經都監本版(1469)의 飜刻本으로, 1618년이라는 명확한 간행 기록(刊記)을 알 수 있고, 각수명과 시주자에 대한 내용도 확인된다. 본문의 인출 및 보관상태가 양호한 책이다.
본서는 귀중본의 기준이 되는 임진왜란(1592년) 이후에 간행된 자료이긴 하지만, 자료의 보존 형태나 인쇄상태 등이 매우 양호하다는 특징을 지니고 있다. 게다가 본 조사 자료는 특히 조선시대에 널리 성행하였고, 현재까지도 우리나라 각 사찰에서 3년마다 돌아오는 윤달에 이 의식을 실제로 행하고 있으며, 일반인에게 불교를 전파하는데 큰 위력을 지니는 경전 중의 하나라고 할 수 있다. 따라서, 불교경전을 연구하는데 중요한 자료이다.

## 참고 자료
- 김해 대법륜사 불설예수시왕생칠경‧불설수생경 - 국가유산청 국가유산포털